# Peršaja Liha 1998
La Peršaja Liha 1998 è stata l'8ª edizione della seconda serie del campionato bielorusso di calcio. La stagione è iniziata il 19 aprile 1998 ed è terminata il 1º novembre successivo.

## Stagione

### Novità
Al termine della passata stagione, sono salite in massima serie Homel' e BATĖ Borisov. Sono retrocesse in Druhaja liha Ljakamatyŭ Vicebsk e Stroitel' Staryja Darohi.
Dalla Vyšėjšaja Liha 1997 erano inizialmente retrocesse Tarpeda-Kadzina Mahilëŭ e Šachcër Salihorsk, che vennero riammessi in Vyšėjšaja Liha a seguito della dissoluzione dell'Ataka Minsk e della fusione tra il Dnjapro Mahilëŭ e il Transmaš Mahilëŭ, che diede vita al Dnjapro-Transmaš Mahilëŭ. Dalla Druhaja liha sono salite Svislač-Krovlja, Dinama-Ėnerha Vicebsk, Palesse Kozenki e ZLiN Homel'.
Le seguenti squadre hanno cambiato denominazione:
- Il Kardan-Flaers è diventato Belkard Hrodna
- Il Dnjapro Rahačoŭ è diventato Rahačoŭ
- La Dinama-Ėnerha Vicebsk è diventata Dinama-Ėnerhahaz Vicebsk

### Formula
Le sedici squadre si affrontano due volte, per un totale di trenta giornate. 
Le prime due classificate, vengono promosse in Vyšėjšaja Liha 1999. Le ultime due, invece, retrocedono in Druhaja liha.

## Classifica finale
|  | Pos. | Squadra                   | Pt | G  | V  | N  | P  | GF | GS | DR  |
|  | ---- | ------------------------- | -- | -- | -- | -- | -- | -- | -- | --- |
|  | 1.   | Lida                      | 74 | 30 | 23 | 5  | 2  | 65 | 19 | +46 |
|  | 2.   | Svislač-Krovlja           | 60 | 30 | 18 | 6  | 6  | 63 | 27 | +36 |
|  | 3.   | Pinsk-900                 | 59 | 30 | 17 | 8  | 5  | 54 | 22 | +32 |
|  | 4.   | Dinamo-Juni Minsk         | 56 | 30 | 17 | 5  | 8  | 61 | 36 | +25 |
|  | 5.   | Tarpeda Žodzina           | 55 | 30 | 15 | 10 | 5  | 58 | 31 | +27 |
|  | 6.   | Vedryč-97 Rėčyca          | 45 | 30 | 13 | 6  | 11 | 42 | 37 | +5  |
|  | 7.   | ZLiN Homel'               | 44 | 30 | 12 | 8  | 10 | 42 | 41 | +1  |
|  | 8.   | Belkard Hrodna            | 40 | 30 | 11 | 7  | 12 | 36 | 37 | -1  |
|  | 9.   | Kamunal'nik Svetlahorsk   | 28 | 30 | 9  | 11 | 10 | 41 | 27 | +14 |
|  | 10.  | Rahačoŭ                   | 35 | 30 | 8  | 11 | 11 | 26 | 42 | -16 |
|  | 11.  | Palesse Kozenki           | 34 | 30 | 10 | 4  | 16 | 39 | 54 | -15 |
|  | 12.  | Bjaroza                   | 32 | 30 | 8  | 8  | 14 | 37 | 48 | -11 |
|  | 13.  | Dinama-Ėnerhahaz Vicebsk  | 31 | 30 | 7  | 10 | 13 | 32 | 57 | -25 |
|  | 14.  | Orša                      | 23 | 30 | 5  | 8  | 17 | 23 | 59 | -36 |
|  | 15.  | Vejna                     | 20 | 30 | 5  | 5  | 20 | 31 | 83 | -52 |
|  | 16.  | Belenerhostroj Belaazërsk | 14 | 30 | 2  | 8  | 20 | 20 | 56 | -36 |

Legenda:
      Promossa in Vyšėjšaja Liha 1999.
      Retrocessa nelle Druhaja Liha 1999
Note:
Tre punti a vittoria, uno a pareggio, zero a sconfitta.